# 莱马泰勒
莱马泰勒（法語：Les Matelles，法語發音：[le matɛl]）是法国埃罗省的一个市镇，属于洛代沃区。

## 地理
莱马泰勒（43°43'50"N, 3°48'32"E）面积16.81 平方千米，位于法国奧克西塔尼大區埃罗省，该省份为法国南部沿海省份，南濒地中海，西南接奥德省，西北接塔恩省和阿韦龙省，东北与加尔省接壤。
与莱马泰勒接壤的市镇（或旧市镇、城区）包括：卡兹维埃耶、米尔勒、普拉德勒莱兹、滨河圣克莱芒、圣热利迪费斯克、圣让德屈屈勒、勒特里亚杜、维奥勒昂拉瓦勒。

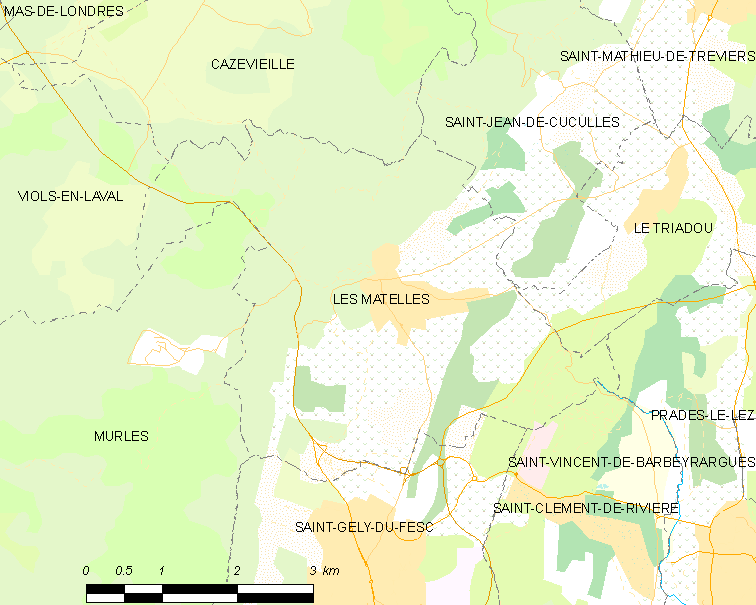
莱马泰勒的OSM定位图

莱马泰勒的时区为UTC+01:00、UTC+02:00（夏令时）。

## 行政
莱马泰勒的邮政编码为34270，INSEE市镇编码为34153。

## 政治
莱马泰勒所属的省级选区为圣热利迪费斯克县。

## 人口

1962-2008年间莱马泰勒人口变化图示

莱马泰勒于2022年1月1日时的人口数量为2068人。